# Haruna Ishikawa
Pour les articles homonymes, voir Ishikawa.
Haruna Ishikawa (石川 晴菜, Ishikawa Haruna) est une skieuse alpine japonaise, née le 20 juillet 1994 à Kanazawa. Elle est spécialisée dans les épreuves techniques (slalom et slalom géant).

## Biographie
Haruna Ishikawa prend part à des courses de la FIS à partir de la saison 2009-2010.
Elle débute en Coupe du monde en octobre 2016 à Sölden. Elle marque ses premiers points deux ans plus tard au même lieu avec une 28e place sur le slalom géant. Entre-temps, elle participe aux Jeux olympiques d'hiver de 2018, où elle est 33e du slalom géant et est championne du Japon de slalom géant.

## Palmarès

### Jeux olympiques
| Édition / Épreuve   | Slalom |
| ------------------- | ------ |
| JO 2018 Pyeongchang | 33e    |

### Coupe du monde
- Meilleur classement général : 134e en 2019.
- Meilleur résultat : 28e.

| Année/Classement | Général | Général | Descente | Descente | Slalom | Slalom | Slalom géant | Slalom géant | Super G | Super G | Combiné | Combiné |
| Année/Classement | Class.  | Points  | Class.   | Points   | Class. | Points | Class.       | Points       | Class.  | Points  | Class.  | Points  |
| ---------------- | ------- | ------- | -------- | -------- | ------ | ------ | ------------ | ------------ | ------- | ------- | ------- | ------- |
| 2019             | 134e    | 3       | -        | -        | 59e    | 3      | -            | -            | -       | -       | -       | -       |

### Championnats du Japon
- Championne du slalom géant en 2017.